# Saint-Aignan-sur-Ry
Saint-Aignan-sur-Ry é uma comuna francesa na região administrativa da Normandia, no departamento de Sena Marítimo. Estende-se por uma área de 8,03 km². Em 2010 a comuna tinha 352 habitantes (densidade: 43,8 hab./km²).